# Ocean Monarch
Ocean Monarch foi um navio do tipo brigue-barca operado pela companhia norte-americana de transporte marítimo White Diamond Line. A embarcação foi construída no estaleiro East Boston, Estados Unidos e lançada ao mar em 13 de junho de 1847. Deslocava 1 301 toneladas que o tornava o maior navio de sua época. Em 24 de agosto de 1848, quando se encontrava próximo da costa britânica em viagem levando imigrantes ingleses para os Estados Unidos, foi acometido por um incêndio que o consumiu. A fragata brasileira Dom Afonso, que navegava próximo do navio norte-americano, sob comando do então Capitão de Fragata Joaquim Marques Lisboa, futuro Almirante Tamandaré e Patrono da Marinha do Brasil, ajudou no resgate dos sobreviventes, salvando ao todo 210 pessoas.

## Resgate doOcean Monarch
O primeiro comandante do navio foi o então capitão de fragata Joaquim Marques Lisboa, futuro Marquês de Tamandaré e patrono da Marinha do Brasil. No dia 24 de agosto de 1848, o navio zarpou do porto de Liverpool para os últimos testes de mar para então seguir viagem para o Brasil. Entre os passageiros estavam a princesa D. Francisca, irmã do imperador D. Pedro II, e o seu marido, Francisco, Príncipe de Joinville, este filho do rei Luís Filipe I da França, que se encontravam na Europa, Henrique, Duque de Aumale, e sua esposa a princesa Maria Carolina das Duas Sicílias e o chefe-de-esquadra da Marinha brasileira John Pascoe Grenfell. Foi nesta viagem que um marinheiro do Dom Afonso avistou um navio em chamas, soando o alarme logo em seguida. Era por volta das onze horas da manhã que a tripulação iniciou o salvamento do navio norte-americano Ocean Monarch que transportava 396 pessoas, imigrantes ingleses que tinham como destino a cidade de Boston.
O comandante Lisboa imediatamente ordenou o resgate dos sobreviventes, enviando botes salva-vidas para onde estava o navio ardente. Os tripulantes, apesar das imensas dificuldades, conseguiram resgatar 156 pessoas que ainda estavam na embarcação e outros 60 que haviam se jogado ao mar. Por este ato de bravura, os marinheiros brasileiros foram agraciados pelo imperador com cem libras para serem distribuídas entre eles. Porém, dada a difícil situação em que se encontrava os sobreviventes, todo o valor foi doado a eles. O comandante Lisboa recebeu do governo britânico, como forma de agradecimento, um cronômetro de ouro com a inscrição "In commemoration of his gallant exertion on this melancholy occasion".